# Jala Aliyeva
Jala Aliyeva, née le 5 octobre 1966 à Bakou, est une femme politique azerbaïdjanaise, membre des IIIe, IVe, Ve et VIe législatures de l'Assemblée nationale d'Azerbaïdjan.

## Biographie
Jala Aliyeva est diplômée de la faculté d'études orientales de l'Université d'État de Bakou et de la faculté de droit de la même université. Elle parle anglais, arabe et russe. Elle est mère d'un enfant.

### Carrière
Jala Aliyeva est vice-présidente de la commission des affaires familiales, des femmes et des enfants de l'Assemblée nationale et membre de la commission du travail et de la politique sociale. Elle est présidente du groupe de travail sur les relations interparlementaires entre l'Azerbaïdjan et le Mexique, membre des groupes de travail sur les relations avec les parlements de la République fédérale d'Allemagne, des États-Unis d'Amérique, de l'Autriche, de la Grande-Bretagne et de la République tchèque, d'Inde, d'Italie, de Turquie, du Turkménistan et du Japon.
Elle est membre de la délégation azerbaïdjanaise à l'Assemblée interparlementaire de la CEI.